# Битка код Бара
Битка код Бара (позната и као битка код Сутормана или битка на Туђемилском пољу) се одиграла највероватније 7. октобра 1042. године, непосредно након поноћи између одреда српске кнежевине Дукље које је предводио кнез Стефан Војислав и византијских снага предвођених драчким стратегом Михајлом. Битка заправо представља изненадни ноћни напад Војислављевих одреда на византијски логор у планинским теснацима, који се окончао потпуним поразом византијских снага и погибијом 7 њихових заповедника (стратега).
Овом победом, Војислав је успео да сачува независност Дукље, чиме је она постала прва држава са простора Балкана која је успела да избори своју независност од Византије, као и да прошири своју власт на околне српске кнежевине (Травунију и Захумље) које су до тада биле византијски вазали. У знак сећања на ову победу, у Црној Гори се датум битке прославља као дан војске Црне Горе.

## Повод за битку
Кнез Дукље Стефан Војислав је покушао, највероватније после смрти Романа III Аргира (1028—1034) 1034. године, да збаци врховну власт Византије над Дукљом, али је његов покушај био кратког века и он се већ у августу 1036. године нашао у Цариграду као византијски заробљеник. Крајем 1037. или почетком 1038. године, он успева да побегне из затвора и да се врати у Дукљу из које је потиснуо византијског намесника Теофила Еротика, о чему сведочи запис Јована Скилице:„... Стефан Војислав, архонт Срба, који је био пре кратког времена побегао из Цариграда и заузео земљу Срба, протеравши оданде Теофила Еротика“.
Византинци су покушали у пролеће 1040. године да савладају Војислава, али су њихове трупе поражене. Унутрашњи немири у самој Византији и нова словенска побуна у Поморављу која је букнула 1041. године под вођством Петра Дељана, онеспособили су привремено Византијско царство да понови напад. Међутим, словенски устанак пропада сам од себе још исте године, а већ наредне године на византијски престо седа Константин IX Мономах (1042—1055) који у јесен исте године наређује драчком стратегу Михајлу напад на Дукљу.

## Увод у битку
Византијска војска се од Драча упутила према Скадру и Бару нападајући Дукљу са југа, док је византијским вазалима рашком, жупану, босанском бану и захумском кнезу Љутовиду наређено да са својим одредима нападну са севера. Пред јаком византијским снагама, Војислав се повлачио избегавајући борбу и препуштајући им територију, тако да су Византинци без борбе пролазили Дукљом, палећи, пљачкајући и робећи, улазећи све дубље и дубље у зетске кланце. Иако се није упуштао у борбу због очигледне византијске бројчане надмоћи, Војислав је са својим снагама запосео високе чуке и врхове кланаца којима су Византинци пролазили. Када је проценио да је скупио довољно плена и заробљеника, Михајло је наредио да војска крене да се враћа из унутрашњости Дукље ка Српском приморју.

## Ток битке
Путања којом су се Византинци враћали, ишла је кроз уске пролазе које је од раније држао под контролом Стефан Војислав. Његов план је био да искористи своје високе положаје и да у изненадном ноћном нападу разбије византијску војску. Када су се Византинци зауставили и направили логор да преноће, Војислав је њиховом заповеднику послао једног Баранина који је требало да га, као византијски пријатељ, убеди да је опкољен огромном војском и да му је боље да одмах бежи да би се спасао, истовремено ширећи ту вест по самом логору стварајући панику. Током вечери се на небу појавила комета (у питању је комета која се видела 6. октобра), што је унело додатни немир у византијску војску.
Наредног дана, током ноћи, Стефан Војислав је изненада покренуо свој напад на уснули византијски логор. Напад је отпочео ударом са околних висова по логору, како стрелама, тако и камењем које је избацивано из свих могућих справа за бацање и котрљањем великог стења на сам логор, уз гласну вику и дување у рогове чиме је стваран утисак да нападача има много више него што их је заиста било. Изненадни ноћни напад затекао је Византинце потпуно неспремне и њихове снаге су у потпуности разбијене, чиме је Војислав извојевао велику победу.

## Последице битке
Последице битке по Дукљу, биле су велике. Овом победом, она је стекла потпуну независност, пошто Византија више није покушавала великим походима да поврати свој суверенитет над њом. Поред тога, Војислав је непосредно након ове битке проширио своју власт на Травунију и Захумље, чиме Дукља постаје нови центар око кога почиње да настаје нова српска држава. Стање непријатељства према Византији је настављено до краја Војислављеве владавине тј. до средине 11. века. Након његове смрти, дошло је до унутрашњих борби око власти међу његовим синовима, из којих је као победник изашао Михајло (око 1050—1081). Има оних који сматрају да му је победу у том рату донела византијска подршка, пошто је он почетком своје владавине признао врховну власт византијског цара, након чега му је додељена византијска титула протоспатра.